# Jonathan Horne
Pour les articles homonymes, voir Horne.
Jonathan Horne, né le 17 janvier 1989, est un karatéka allemand.
Il est surtout connu pour avoir remporté le titre de champion d'Europe en kumite individuel masculin plus de 80 kilos aux championnats d'Europe de karaté 2008, à Tallinn, en Estonie.
Il devient entraîneur de l'équipe nationale allemande de karaté et est responsable de la préparation de Reem Khamis.

## Résultats
| Résultat          | Date          | Épreuve                   | Catégorie | Compétition                                  | Ville hôte             |
| ----------------- | ------------- | ------------------------- | --------- | -------------------------------------------- | ---------------------- |
| [ 4 ]             | Novembre 2005 | Kumite individuel + 75 kg | Cadets    | Championnats du monde juniors et cadets 2005 | Limassol, à Chypre     |
| [ 5 ]             | Octobre 2007  | Kumite individuel + 80 kg | Juniors   | Championnats du monde juniors et cadets 2007 | İstanbul, en Turquie   |
| [ 6 ]             | Février 2008  | Kumite individuel + 80 kg | Juniors   | Championnats d'Europe juniors et cadets 2008 | Trieste, en Italie     |
| [ 2 ]             | Mai 2008      | Kumite individuel + 80 kg | Seniors   | Championnats d'Europe 2008                   | Tallinn, en Estonie    |
| [ 2 ]             | juillet 2009  | Kumite individuel + 80 kg | Seniors   | Jeux mondiaux de 2009                        | Kaohsiung, à Taïwan    |
| [ 2 ]             | Mai 2011      | Kumite individuel + 84 kg | Seniors   | Championnats d'Europe 2011                   | Zurich, en Suisse      |
| [ 2 ]             | Mai 2013      | Kumite individuel + 84 kg | Seniors   | Championnats d'Europe de karaté 2013         | Budapest en Hongrie    |
| [ 2 ]             | août 2013     | Kumite individuel + 84 kg | Seniors   | Jeux mondiaux de 2013                        | Cali en Colombie       |
| Médaille d'argent | Novembre 2014 | Kumite Team Germany       | Seniors   | Championnats du monde de karaté 2014         | Brême, en Allemagne    |
| Médaille d'or     | Mai 2016      | Kumite individuel + 84 kg | Seniors   | Championnats d'Europe de karaté 2016         | Montpellier en France  |
| Médaille d'or     | Mars 2019     | Kumite individuel + 84 kg | Seniors   | Championnats d'Europe de karaté 2019         | Guadalajara en Espagne |